# Sint-Gilliskerkstraat
De Sint-Gilliskerkstraat is een straat in Brugge.

## Beschrijving
Als hulpkerk gesticht in 1240, was de Sint-Gilliskerk rond 1300 de zetel geworden van een zelfstandige parochie.
Zoals vaak in een dorp of in een stadswijk, werd de straat die als de voornaamste werd beschouwd, hier de straat die vanaf de parochiekerk naar het stadscentrum leidde, de kerkstraat genoemd. Om ze te onderscheiden van andere kerkstraten in de stad werd het de Sint-Gilliskerkstraat.
De straat loopt van de Gouden-Handstraat naar de Lange Raamstraat.

## Bekende bewoners
- Egied I. Strubbe